# Dionisio Miranda
Dionisio Miranda, född 1947, är en präst och teolog från Filippinerna. Han är rektor för University of San Carlos sedan 2008, och tillhör den katolska organisationen Societas Verbi Divini.
Miranda föddes 8 april 1947 i Baguio, Filippinerna. Han prästvigdes 1973 och disputerade i moralteologi 1984 vid Accademia Alfonsiano i Rom, Italien. Han är författare till sex böcker och ett stort antal artiklar.